# Canavalia wurdackii
Canavalia wurdackii là một loài thực vật có hoa trong họ Đậu. Loài này được Aymard & Cuello miêu tả khoa học đầu tiên năm 1991.